# Rafael García (Fußballspieler, 1974)
José Rafael García Torres (* 14. August 1974 in Mexiko-Stadt) ist ein ehemaliger mexikanischer Fußballspieler.
Ab 1992 spielte Rafael García in der Primera División de México, seit er im November jenes Jahres sein Debüt für den Hauptstadtverein UNAM Pumas gab. Immer häufiger wurde er in den folgenden Jahren eingesetzt und im dritten Jahr gehörte er zur Stammformation. Bis 1998 blieb der Mittelfeldspieler bei den Pumas, dann kam der Wechsel zum Spitzenclub Deportivo Toluca. Auch dort war er sofort gesetzt und in seinen ersten Jahren gewann er gleich dreimal hintereinander die mexikanische Meisterschaft jeweils im Sommerhalbjahr und stand 1998 im Finale des CONCACAF Champions Cups. 2003 stand Toluca dann ganz oben unter den nordamerikanischen Vereinen und gewann den Cup, nachdem man sich durch den Gewinn der Apertura 2002 für den Wettbewerb qualifiziert hatte.
Bis 2004 blieb García bei Toluca, dann ging er zurück in seine Heimatstadt zu CD Cruz Azul. Nach einer durchwachsenen Saison spielt er seit 2005 in Guadalajara bei Atlas Guadalajara. 2008 beendete er seine Karriere bei CD Veracruz. In 16 Jahren in der ersten Liga erzielte der offensiv ausgerichtete Mittelfeldmann 48 Tore in mehr als 400 Spielen.
Ab 1996 war Rafael García auch für die mexikanische Fußballnationalmannschaft im Einsatz und bestritt für sie bis 2006 insgesamt 52 Spiele. Davor war er schon in der U17- und der U20-Auswahl seines Landes bei den Junioren-Weltmeisterschaften 1991 bzw. 1993 vertreten gewesen. 1999 stand er beim Gewinn des Konföderationen-Pokals in der Nationalmannschaft und auch bei der Fußball-Weltmeisterschaft 2002 kam er, wenn auch nur kurz, zum Einsatz. In der Qualifikation für die WM 2006 in Deutschland stand er fünfmal auf dem Platz und das Turnier war seine zweite WM im Aufgebot Mexikos, kam jedoch nicht zum Einsatz.
García ist Schwiegersohn des Trainers Ricardo La Volpe.

## Statistik
Stationen
- Pumas UNAM (bis 1998)
- CD Toluca (1998 bis 2004)
- CD Cruz Azul (2004–2006)
- Atlas Guadalajara (2005/06, Leihe)
- CD Veracruz (2007/08)

Einsätze
- Primera División (Mexiko)

| Einsätze | Tore | Saison    | Verein     |
| -------- | ---- | --------- | ---------- |
| 134      | 19   | 1992–1998 | Pumas UNAM |
| 214      | 27   | 1998–2004 | Toluca     |
| 032      | 02   | 2004–2006 | Cruz Azul  |
| 027      | -    | 2005/06   | Atlas      |
| 019      | -    | 2007–2008 | Veracruz   |
| 426      | 48   | gesamt    |            |

- 52 Einsätze für die mexikanische Nationalmannschaft (3 Tore)

Titel / Erfolge
- Confederations Cup 1999
- CONCACAF Gold Cup 2003
- CONCACAF Champions’ Cup 2003
- Mexikanischer Meister: 1998-Verano, 1999-V, 2000-V, 2002-Apertura (Toluca)

| Personendaten    | Personendaten                |
| ---------------- | ---------------------------- |
| NAME             | García, Rafael               |
| ALTERNATIVNAMEN  | García Torres, José Rafael   |
| KURZBESCHREIBUNG | mexikanischer Fußballspieler |
| GEBURTSDATUM     | 14. August 1974              |
| GEBURTSORT       | Mexiko-Stadt, Mexiko         |